# Lucius Quintus Cincinnatus Lamar

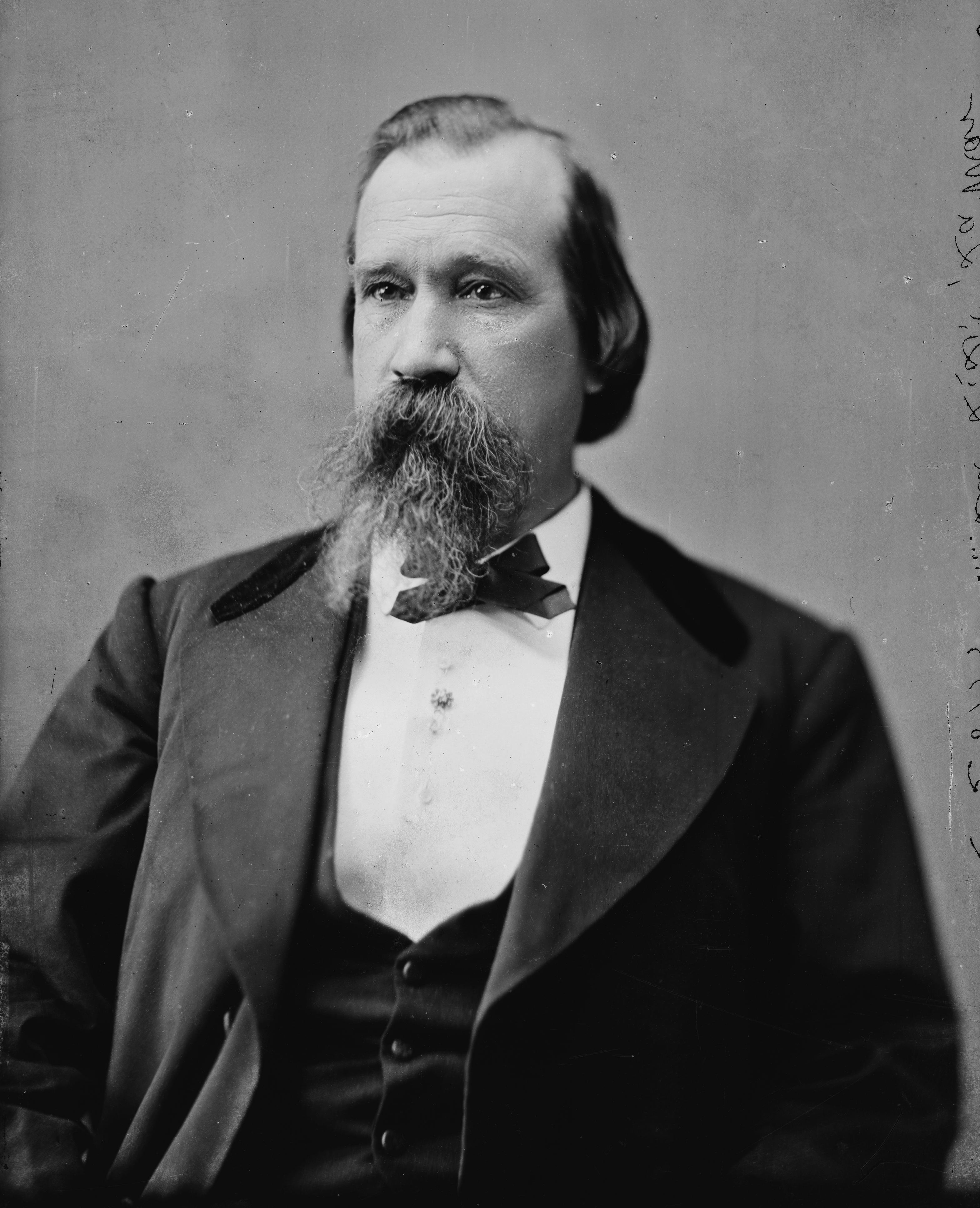
Lucius Quintus Cincinnatus Lamar (um 1875)

Lucius Quintus Cincinnatus Lamar (* 17. September 1825 in Eatonton, Georgia; † 23. Januar 1893 in Vineville, Georgia) war ein US-amerikanischer Hochschullehrer, Oberstleutnant der Confederate States Army, Diplomat und Politiker der Demokratischen Partei, der sowohl Abgeordneter des Repräsentantenhauses, US-Senator für den Bundesstaat Mississippi und US-Innenminister als auch Richter am Obersten Gerichtshof der Vereinigten Staaten war.

## Biografie

### Familie und berufliche Laufbahn
Lucius Quintus Cincinnatus Lamar entstammte einer Familie, aus der einige Politiker und Richter hervorgingen. Lamars Onkel Mirabeau B. Lamar war unter anderem von 1838 bis 1841 Präsident der Republik Texas. Ein weiterer Onkel, Absalom Harris Chappell, war ebenfalls zeitweise Abgeordneter im US-Repräsentantenhaus und vertrat dort die Interessen von Georgia. Sein Cousin Joseph Rucker Lamar war später ebenfalls Beigeordneter Richter am US Supreme Court. Er selbst war ein Onkel von William Bailey Lamar, der nicht nur Abgeordneter im US-Repräsentantenhaus, sondern auch langjähriger Attorney General von Florida war.
Nach dem Besuch der Schulen im Baldwin County und im Newton County besuchte er das Emory College in Oxford, welches er 1845 abschloss. Anschließend studierte er Rechtswissenschaft in Macon und erhielt 1847 die Zulassung als Rechtsanwalt im Bundesstaat Georgia. Nach seinem Umzug nach Oxford (Mississippi) eröffnete er dort eine Anwaltskanzlei und war darüber hinaus für ein Jahr als Professor für Mathematik an der University of Mississippi tätig. 1852 zog er nach Covington und war dort ebenfalls als Rechtsanwalt tätig. Zugleich begann er seine politische Laufbahn und wurde 1853 als Abgeordneter ins Repräsentantenhaus von Georgia gewählt.

### Kongressabgeordneter und Zeit des Sezessionskrieges
1855 kehrte er nach Mississippi zurück und wurde etwas mehr als ein Jahr später als Kandidat der Demokratischen Partei zum Mitglied des US-Repräsentantenhauses für den 1. Kongresswahlbezirk von Mississippi gewählt. Er hatte dieses Mandat vom 4. März 1857 bis zu seinem Rücktritt im Dezember 1860 inne. Anschließend gehörte er zu den Mitgliedern der Sezessionsversammlung von Mississippi, die den Entwurf für die Trennung der Südstaaten und dadurch die Bildung der Konföderierten Staaten von Amerika erarbeitete.
Während des anschließenden Sezessionskrieges leistete er zunächst bis 1862 seinen Militärdienst im Range eines Oberstleutnants in der Confederate States Army. Danach trat er in den Diplomatischen Dienst der Konföderierten Staaten und wurde in der Folgezeit Sondergesandter in Russland, Frankreich und England. Nach dem Ende des Sezessionskrieges war er 1865, 1868, 1875, 1877 sowie 1881 Mitglied der Verfassunggebenden Versammlungen von Mississippi (State Constitutional Conventions). Des Weiteren war er als Professor für Metaphysik, Sozialwissenschaft und Rechtswissenschaft an der University of Mississippi tätig.
1873 wurde er wieder in das US-Repräsentantenhaus gewählt, in dem er erneut vom 4. März 1873 bis zum 3. März 1877 den 1. Wahldistrikt des Staates Mississippi vertrat. Zwischen März 1875 und März 1877 war er zudem Vorsitzender des Ausschusses für die Pazifischen Eisenbahnen (Committee on Pacific Railroads), der für die Eisenbahnlinien Union Pacific Railroad, Central Pacific Railroad, Missouri Pacific Railroad, Southern Pacific Transportation, Chicago, Rock Island and Pacific Railroad, Chicago, Milwaukee, St. Paul and Pacific Railroad, Northern Pacific Railway und Denver and Rio Grande Western Railroad zuständig war und durch den Bau der Eisenbahnlinien die Besiedlung der Vereinigten Staaten vorantrieb.

### Senator, Innenminister und Richter am Obersten Gerichtshof
1876 wurde er als Kandidat der Demokratischen Partei zum US-Senator für Mississippi gewählt und war dort nach seiner Wiederwahl 1883 vom 4. März 1877 bis zum 6. März 1885 Inhaber des zweiten Senatssitzes (Class 2). Während seiner Wahlzeit war er von 1879 bis 1880 nicht nur Vorsitzender des Senatsausschusses für Inneres und Angelegenheiten der Inseln (Committee on Interior and Insular Affairs), sondern auch des Senatsausschusses für die Eisenbahnen (Committee on Railroads).
Am 6. März 1885 legte er sein Senatsmandat nieder, nachdem er von US-Präsident Grover Cleveland zum Innenminister (Secretary of the Interior) in dessen erstes Kabinett berufen wurde. Das Amt des Innenministers bekleidete er bis zum 16. Januar 1888.
Am Tag seines Ausscheidens aus dem Kabinett wurde er auf Vorschlag von Präsident Cleveland zum Beisitzenden Richter am Obersten Gerichtshof der Vereinigten Staaten (Associate Judge of the US Supreme Court) vereidigt. Dieses Richteramt übte er schließlich bis zu seinem Tod am 23. Januar 1893 aus.

## Ehrungen
Nach ihm sind Lamar County in Georgia, Lamar County in Mississippi und Lamar County in Alabama sowie das Lamar Valley und der Lamar River benannt.